# Hegeney
Hegeney é uma comuna francesa na região administrativa de Grande Leste, no departamento Baixo Reno. Estende-se por uma área de 1,76 km². Em 2010 a comuna tinha 436 habitantes (densidade: 247,7 hab./km²).